# Amaranto (color)
Amaranto #E52B50

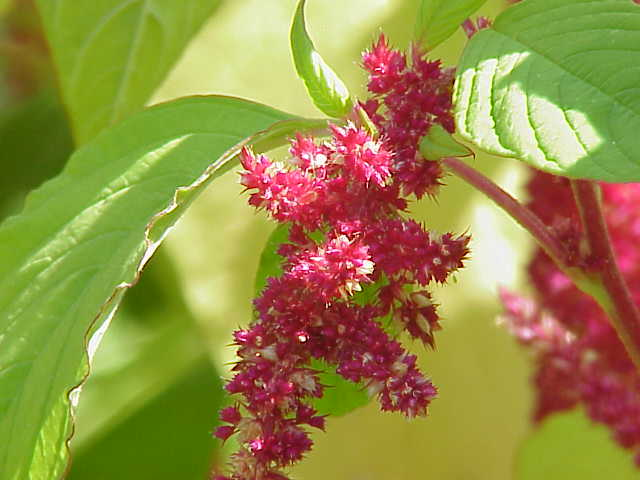
Flor del amaranto del color asociado a ese nombre.

Se conocen con el nombre de amaranto varios tonos del color rojo, por la semejanza con el color de las flores de varias especies de amaranto, aunque existen especies de este género botánico que tienen flores de otros colores.
El nombre de este color no es tradicional en español, y se ha incorporado al léxico a partir del inglés. En este idioma su primera referencia como nombre de color se encuentra en el año 1690.

## Tonos

### Rojo amaranto
Es el tono básico. 

### Rosa amaranto
El color amaranto rosa es propio de una variedad de flores de amaranto con un tono más rosáceo. Este nombre aparece mencionado  en inglés en 1905.

### Púrpura amaranto
El color amaranto púrpura es representativo de las flores de amaranto moradas. Su primer uso en inglés data de 1912.

### Púrpura amaranto intenso
El color amaranto púrpura intenso aparece también en la obra de Maerz y Paul  A Dictionary of Color.

### Amaranto rosa brillante (rojo radical)
La marca de ceras para dibujo Crayola creó un lápiz de color fluorescente al que llamó rojo radical, también conocido como amaranto rosa brillante, en 1990.[cita requerida]